# 改竄 (科学)
科学における改竄（かいざん、英: Falsification）とは、研究活動において、データ、研究方法・材料、研究過程、研究結果、文献等を意図的に改変し、学術出版、論文、書籍、申請書、履歴書、レポート（調査や研究等の報告書）などで発表・申請・提出する、あるいは口頭で発表する行為である。研究不正の一種。研究公正・研究倫理に違反するので、禁止されている。教育の場でも、学校・大学・大学院に提出するレポート（調査や研究等の報告書）、小論文、卒業論文、修士論文、博士論文で、徐々に、学業不正とみなされるようになってきた。

## 全体像
研究における改竄行為は、一般的には、法律に抵触しないので犯罪ではない。しかし、重大な改竄は、詐欺罪などの犯罪に該当することがある。
日本を含め、ほとんどの先進国では、学術界の不正行為を捏造、改竄、盗用の3つと定義している。2014年に文部科学省は捏造、改竄、盗用の3つを「特定不正行為」と命名している。
学術界では、理系分野に限定せず、心理学、法学、文学などを含め、すべての分野を対象に、大学教員、研究者、大学院生に改竄を禁じている。
米国の高等教育界では、改竄行為を重大な学業不正の1つとみなし、大学院生、学部生に禁じている。重大な改竄をすれば、ほぼ退学処分になる。学位論文審査で発覚すれば、改竄の質と量に応じ、警告レベルから、学位の不授与や退学処分まである。
一方、日本の高等教育界では、学則で禁止していた大学は少なかったが、最近、学則で禁止するようになり、「けん責」、「停学」、「退学」処分と記述するようになった。重大な改竄が発覚すれば、授与された学位は取り消される。

## 定義

### 日本
基本は、2006年の文部科学省のガイドライン「研究活動の不正行為への対応のガイドラインについて」である。このガイドラインを、2014年8月26日に改訂した。前文は変更されたが、「改竄」の定義の変更はない。以下、2014年版ガイドライン「研究活動における不正行為への対応等に関するガイドライン」に記載された不正行為を引用する。
2014年8月26日の改訂で、「捏造」「改竄」「盗用」の各定義は変わらないが、この3つを「特定不正行為」と命名した。
また、冒頭部分は2006年版の「本ガイドラインの対象とする不正行為は、発表された研究成果の中に示されたデータや調査結果等の捏造と改竄、及び盗用である。ただし、故意によるものではないことが根拠をもって明らかにされたものは不正行為には当たらない。」が2014年版で変更された。
2014年版では、「故意によるものではないことが根拠をもって明らかにされたものは不正行為には当たらない」という文章がなくなり、「研究者としてわきまえるべき基本的な注意義務を著しく怠った」場合は不正とみなされることになった。

### アメリカ
アメリカでは2000年12月6日、ホワイトハウス の大統領府科学技術政策局(OSTP: Office of Science and Technology Policy) が連邦政府規律（Federal Research Misconduct Policy）を発表した。この方針がアメリカの基本で、ほぼすべての政府機関はこの方針に従う。もちろん研究公正局もこの定義に従っている。
前文に次の文章がある。
そして「改竄」の定義がある。

## 改竄の具体例
言葉上、前節のように「改竄」が定義されているが、実際の研究行動では、典型的な「改竄」行為もあれば、捏造との境界が曖昧な行為もある。不正行為の調査や判定で、捏造と混用しても実質的な弊害はほとんどないので、区分を充分に吟味しない傾向がある。

### アメリカ・マイアミ大学
アメリカのマイアミ大学が示す例
「改竄」は研究記録の記載とは正確には合わない形で、研究資料・機器・過程を操作すること、あるいは、データや研究結果を変更、あるいは除外すること。
「改竄」は、また、科学的正当性や統計的正当性なく、矛盾するデータを選択的に省略/削除/抑制することも含まれる。
- データのバラつきを修正するためのデータ変更。
- 研究ノート中の日付および実験手法を後から変更。
- 統計分析から得られた結果と異なる記述・発表。
- 実験遂行に使った実験方法・材料の偽記述・偽発表。
- 原稿あるいは出版論文に偽記述をするか誤解を招きやすい表現をする。例えば統計のサンプルサイズ「n」の偽記述・偽発表。
- 同じ研究結果を複数の論文に発表し研究業績を増やす。
- 米国・公衆健康局 (PHS) の継続研究費申請でのデータ改竄。
- 出版論文での研究材料や方法の偽記述・偽発表。
- 専門学会や研究会の口頭発表やアブストラクトで、研究内容に関する虚偽の発表・記述。
- 母親と赤ん坊の危険要因を決定する連邦政府資金のアンケート調査研究などで、電話アンケート調査の架空の記述。

## 改竄事件例
事件の網羅的リストではない。数例を示す。

### 生物医学
- ミカル・オパス（2015年）：カナダ・トロント大学・教授の細胞生物学者（男性）
- アニル・ポティ（2010年）：米国・デューク大学・準教授の医学研究者・医師（男性）
- エリック・ポールマン (生物医学者)（2001年）：米国・バーモント大学医学部・教授

### 心理学
- マーク・ハウザー（2010年）：米国・ハーバード大学・教授。分野は生物学との学際領域である。